# Ischnotoma (Neotipula) paprzyckii
Ischnotoma (Neotipula) paprzyckii is een tweevleugelige uit de familie langpootmuggen (Tipulidae). De soort komt voor in het Neotropisch gebied.